# David J. McCloud

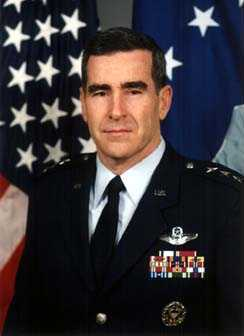
David J. McCloud

David J. McCloud (* 15. Februar 1945 in San Fernando, Los Angeles County, Kalifornien; † 26. Juli 1998 in Anchorage, Alaska) war ein Generalleutnant der United States Air Force. Er war unter anderem Kommandeur der 11. Luftflotte (Eleventh Air Force).
Er besuchte die öffentlichen Schulen seiner Heimat und studierte dann an der California State University, Northridge. Über die Officer Training School auf der Lackland Air Force Base in Texas gelangte er im Jahr 1969 in das Offizierskorps der United States Air Force. Dort durchlief er anschließend alle Offiziersränge vom Leutnant bis zum Drei-Sterne-General.
Im Lauf seiner militärischen Karriere absolvierte er verschiedene Kurse und Schulungen. Dazu gehörten unter anderem eine Ausbildung zum Kampfpiloten und weitere Fortbildungskurse als Pilot neuer Flugzeugtypen; die Squadron Officer School auf der Maxwell Air Force Base in Alabama; das Air Command and Staff College und das Air War College, ebenfalls auf der Maxwell AFB, und das National War College in Fort Lesley J. McNair in Washington, D.C. Außerdem erhielt er akademische Grade von der Central Michigan University und der Harvard Kennedy School.
In seinen frühen Jahren als Offizier der Luftwaffe war er an verschiedenen Stützpunkten in den Vereinigten Staaten stationiert. Dabei war er als Pilot, Flugausbilder oder Stabsoffizier bei unterschiedlichen Einheiten tätig. Dazwischen absolvierte er die erwähnten Schulungen. Als Stabsoffizier war er unter anderem im Hauptquartier der Air Force tätig. Eine Auslandsversetzung führte ihn zwischen Oktober und Dezember 1975 zur Udorn Royal Thai Air Force Base in Thailand. Anschließend war er bis zum Oktober 1976 auf der Kadena Air Base in Japan stationiert. An beiden Standorten war er als Pilot eingesetzt.
Nach seiner Heimkehr setzte er seine Offizierslaufbahn in den Vereinigten Staaten fort. Zwischen November 1981 und April 1984 gehörte er dem Stab im Hauptquartier der Luftwaffe an. Dort war er in der Abteilung für Sonderprojekte (Special Projects Office) an der geheimen Entwicklung des neuen Flugzeugtyps F-117 und anderen geheimen Projekten beteiligt. Nach zwischenzeitlich anderen Verwendungen erhielt David McCloud im Juni 1990 auf der Howard Air Force Base in Panama das Kommando über das 24. Geschwader (24th Composite Wing), das er bis zum März 1991 innehatte.
Nach erneut zwischenzeitlich anderer Verwendung kommandierte er zwischen Juli 1991 und Juni 1993 auf der Langley Air Force Base in Virginia das 1. Kampfgeschwader (1st Fighter Wing). Es folgte eine Versetzung zur Mountain Home Air Force Base in Idaho, wo er zwischen Juni 1993 und August 1994 den Oberbefehl über das 366. Geschwader (366th Wing) hatte. Anschließend kehrte er zum Stab des Hauptquartiers der Air Force zurück. Bis zum Mai 1996 war er dort in dessen Stabsabteilung für Planungen und Operationen tätig. Danach wurde er zum Stab der Joint Chiefs of Staff versetzt. Bis zum Dezember 1997 gehörte er dessen Stabsabteilung J8 (Resource Management) an.
Am 18. Dezember 1997 übernahm David McCloud auf der Elmendorf Air Force Base in Alaska als Nachfolger von Patrick K. Gamble das Kommando über die für Alaska zuständige 11. Luftflotte. Gleichzeitig kommandierte er in Personalunion das United States Alaskan Command und den für Alaska zuständigen Teil des North American Aerospace Defense Command (NORAD). Diese Ämter bekleidete er bis zu seinem Tod am 26. Juli 1998. Er starb beim Absturz eines von ihm geflogenen Privatflugzeugs in Anchorage in Alaska. Er wurde auf dem amerikanischen Nationalfriedhof Arlington beigesetzt.
Während seiner aktiven Zeit als Militärpilot absolvierte er über 4100 Flugstunden auf verschiedenen Flugzeugtypen.

## Daten der Beförderungen
| Abzeichen | Rang               | Jahr               |
| --------- | ------------------ | ------------------ |
|           | Second Lieutenant  | 31. März 1969      |
|           | First Lieutenant   | 30. September 1970 |
|           | Captain            | 30. März 1972      |
|           | Major              | 1. September 1979  |
|           | Lieutenant Colonel | 1. Dezember 1982   |
|           | Colonel            | 1. April 1988      |
|           | Brigadier General  | 1. Juli 1993       |
|           | Major General      | 1. September 1995  |
|           | Lieutenant General | 6. September 1996  |

## Orden und Auszeichnungen
David McCloud erhielt im Lauf seiner militärischen Laufbahn unter anderem folgende Auszeichnungen:
- Defense Distinguished Service Medal
- Air Force Distinguished Service Medal
- Legion of Merit
- Meritorious Service Medal
- Air Medal
- Air Force Commendation Medal
- Joint Meritorious Unit Award
- Air Force Outstanding Unit Award